# Nicolae Cucu
Dimitrie Nicolae Cucu (n. 9 mai 1907, Sinaia – d. 1994, București) a fost un arhitect român.
El este coautor (alături de Horia Maicu) al proiectului Monumentului eroilor luptei pentru libertatea poporului și a patriei, pentru socialism din București.

## Opera

Casa de Pensii a CEC-ului

Casa de Pensii a CEC-ului - detaliu: friza

Nicolae Cucu a fost bursier al Școlii române din Roma între anii 1932-1933. O lucrare remarcabilă a sa, situată pe cheiul Dâmboviței, peste apă de Palatul de Justiție din București, este cea destinată inițial a fi “Clădirea Casa de Pensii a CEC”-ului, construită în 1939, în stilul Art Deco clasicizat. Aspectul este influențat de stilul impus în Italia de Benito Mussolini, stil care a influențat puternic și arhitectura monumentală din România celei de a doua jumătăți a anilor 1930. Iese în evidență friza cu basoreliefuri de zeități grecești, plasată foarte mult deasupra nivelului străzii, un fapt care o face vizibilă integral doar de pe celălalt mal al Dâmboviței. În stânga frizei, două zeități feminine, Demetra și Pallas privesc spre două zeități masculine, Apollo și Mercur, aflate în dreapta.
În 1943 arhitectul Nicolae Cucu și Zoe Ricci au realizat decorurile pentru o amplă colecție de artă plastică românească, expusă la Kunsthalle din Berna, din inițiativa ministerului Propagandei.
Alături de Horia Maicu și Romeo Belea, Nicolae Cucu a participat la proiectarea clădirii pentru Teatrul Național „Ion Luca Caragiale”, din București, inaugurat în 1973.